# 豐北村
豐北村（日语：〔〕／ Toyokita mura */?）是日本統治下的樺太廳的一個已不存在的村。